# 努尔哈赤统一建州女真之战
努尔哈赤统一建州女真之战是努爾哈赤统一建州女真的歷史事件。努尔哈赤的祖父與父親在一次战斗中被平亂的明朝總兵誤殺后，明朝同意让努尔哈赤继承建州左卫都指挥使头衔。随后努尔哈赤开始了统一建州女真之战。他在很长时间内做出完全忠效于明朝的姿态，并且被明朝封为龙虎将军。但是随着他的成功他的野心也逐步增长，最终叛明并建國稱汗、征戰一生。
努爾哈赤在統一女真各部，建立後金政权之後，以報父祖之仇作為叛明原因「七大恨」之一。

## 历史背景
努尔哈赤的崛起，正值女真社会的部族矛盾与民族矛盾纷繁复杂、交互盘错之际。部落间的斗争日趋尖锐，部族间的战争愈演愈烈。如《满洲实录》所载：“时各地之国为乱。满洲国之苏克素护河部、浑河部、完颜部、栋鄂部、哲陈部；长白山讷殷部、鸭绿江部；东海窝集部、瓦尔喀部、库尔喀部；呼伦国之乌拉部、哈达部、叶赫部、辉发部，各地盗贼蜂起，各自僭称汗、贝勒、大臣，每村每寨之主，各族之长，互相征伐，兄弟相杀，族众力强之人欺凌抢掠懦弱者，甚乱。”建州女真到十六世纪末期，原来的“建州三卫”，实际上已经融汇成建州五部———苏克素护河部、浑河部、完颜部、栋鄂部、哲陈部和长白山三部———鸭绿江部、珠舍哩部、讷殷部。其时，建州女真的巨族小族、强部弱部，或各据城寨，或自主屯堡，争雄长，相攻掠。《听雨丛谈》记载：“数十姓巨族，则各踞城寨，小族亦自主屯堡，互相雄长，各臣其民，均有城郭。”
但在建州诸部中，以王杲势力最强。王杲曾犯抚顺、东州、会安、威宁、辽阳、孤山、汤站诸营堡，杀副总兵黑春、提调王三接、李松、备御彭文洙、指挥陈其学、戴冕、王国柱、杨五美、李世爵、王重爵、王宦、康镇、朱世禄及把总温栾、于栾、王守廉、田耕、刘一鸣等数十名大明武将，枭雄诸部。万历二年（1574年），王杲以明绝贡市，部众坐困，大举犯辽、沈。大明辽东总兵李成梁等统兵“毁其巢穴，斩首一千余级”。翌年，王杲再出兵犯边，为明军所败。王杲投奔海西女真哈达部万汗王台，王台率子扈尔干缚王杲以献。努尔哈赤之父塔克世、祖觉昌安，曾参与此事。先是，觉昌安、塔克世父子通于大明辽东总兵李成梁。侯汝谅在《东夷悔过入贡疏》中载述：“建州贼首差草场（索常阿）、叫场（觉昌安）等部落之王胡子、小麻子等四名到关”，行与大明通好之事。觉昌安和塔克世父子两代，都同李成梁结好，故日后浙江道御史杨鹤称李成梁之子李如栢兄弟与努尔哈赤“有香火之情”。另如《筹辽硕画》亦载：“叫场（觉昌安）、他失（塔克世）皆忠顺，为中国出力。”可见他们父子均忠顺于大明。特别是在明军进攻王杲寨时，塔克世对明有所贡献。《皇明通纪辑要》称塔克世以助明攻除王杲之功，受封为建州左卫指挥使。
王杲死后，子阿太、阿亥分据古埒城和沙济城，相为犄角，彼此联络。哈达部王台缚献王杲后，受明封为龙虎将军，但于万历十年（1582年）死去，其子扈尔干怯弱。阿太、阿亥怨王台缚献其父，要向扈尔干报仇。同年，阿太、阿亥约叶赫部清佳努贝勒和扬吉努贝勒共攻哈达。大明辽东总兵李成梁提兵成至曹子谷，大破之，斩俘一千五百六十三级。李成梁为“缚阿台（阿太），以绝祸本”，于万历十一年（1583年）兵攻阿太与阿亥。《山中闻见录》记载：“总督周詠、巡抚李松与宁远伯李成梁决策往征之。成梁乃勒兵从抚顺王刚台出塞百里，直捣古勒寨（古埒城）。寨陡峻，三面壁立，濠堑甚设，麾诸军火攻两昼夜，射阿台（阿太）殪。而别将秦得倚已破阿海寨，诛海（亥）。”是役，古埒城与沙济城共破，阿太与阿亥并死。明军共得二千二百二十二级，并曹子谷之战，总共三千余级。大明以此功告捷郊庙，录周詠、李松、李成梁之功。
据清代官修史书记载，当时苏克素护河部图伦城的尼堪外兰挑唆宁远伯李成梁，导明军至古埒城攻打阿太。阿太曾娶努尔哈赤的祖父觉昌安的长子礼敦之女为妻，觉昌安听闻明军进攻古埒城的消息后，恐其孙女被明军所掳，想救出孙女免遭兵火，就同他的第四子塔克世到了古埒城。塔克世留在外面等候，觉昌安独身进入城里，欲带出孙女，但是阿台不从。因伫候时间较久，塔克世也进城探视。李成梁围攻古埒城，其城倚山险，阿台带兵坚守，屡出城门，沿城砍杀明军。大明宁远伯辽东总兵李成梁攻城不克，要缚尼堪外兰问损兵折将之罪。尼堪外兰害怕，愿亲往城下招抚。他到城下后高喊骗道：“此大国之兵来，岂能放过尔等？兵士们，尔等不如杀阿太而降，来兵之将云，杀阿太者即令为此城之主！”阿太部下有人信以为真，便杀死阿太归附李成梁。李成梁在古埒城降顺后，诱城内人出，不分妇女孩童尽诛之。尼堪外兰挑唆攻陷古埒城的明军将努尔哈赤的祖父觉昌安和父亲塔克世杀死。
然而关于这次战役的起因和经过，尤其是努尔哈赤的祖父觉昌安和父亲塔克世的死难问题，明人记述和清代官修史书在说法上大相径庭。首先，关于战役起因及何人充作明军向导的问题，两说完全不同。清代官修史书认为，勾引明军挑起战事并充作向导的是图伦城的尼堪外兰。明人的记载则认为充当向导为明军带路的是觉昌安和塔克世父子，也有明人记载认为在此役中给明军充当向导的只有塔克世而没有觉昌安。其次，关于明军攻克古埒城的方式，两者亦不同。清代官修史书说，起初明军强攻古埒城未得手，后被尼堪外兰绐开城门，明军才得以屠城。明人的记载则与此相反，认为是李成梁“用火攻，冲其坚，经两昼夜，阿台中流矢死”，从而攻克了古埒城。然后，关于努尔哈赤祖、父死难的情节，两种说法相距甚远。清代官修史书强调尼堪外兰假明兵之手残杀了觉昌安和塔克世。明人则在记述中认为，觉昌安被火烧死，塔克世被乱军所杀，也有明人记载李成梁有意借机将塔克世除掉。
努尔哈赤惊闻父祖蒙难的噩耗后，往告大明边吏说：“我祖、父全无过错，何故杀之？”大明遣使函复称：“汝祖、父为兵士所杀，实为无故误杀。”遂还其祖、父遗体，并与“敕书三十道、马三十匹送还，复加送都督敕书”。努尔哈赤对大明边吏说：“我祖、父被杀，请执挑唆之尼堪外兰带与我！”大明边吏严辞拒绝了他的要求，警告他如果再提出此要求，就帮助尼堪外兰在嘉班筑城，扶植他做建州主。当时建州女真的许多部听信此言，都投归尼堪外兰。即使努尔哈赤同族的宁古塔诸祖的子孙，也对神立誓，要杀害努尔哈赤，投附尼堪外兰。尼堪外兰又迫令努尔哈赤归降，努尔哈赤对其怀恨不服。

## 统一苏克素护河部

### 图伦城之役

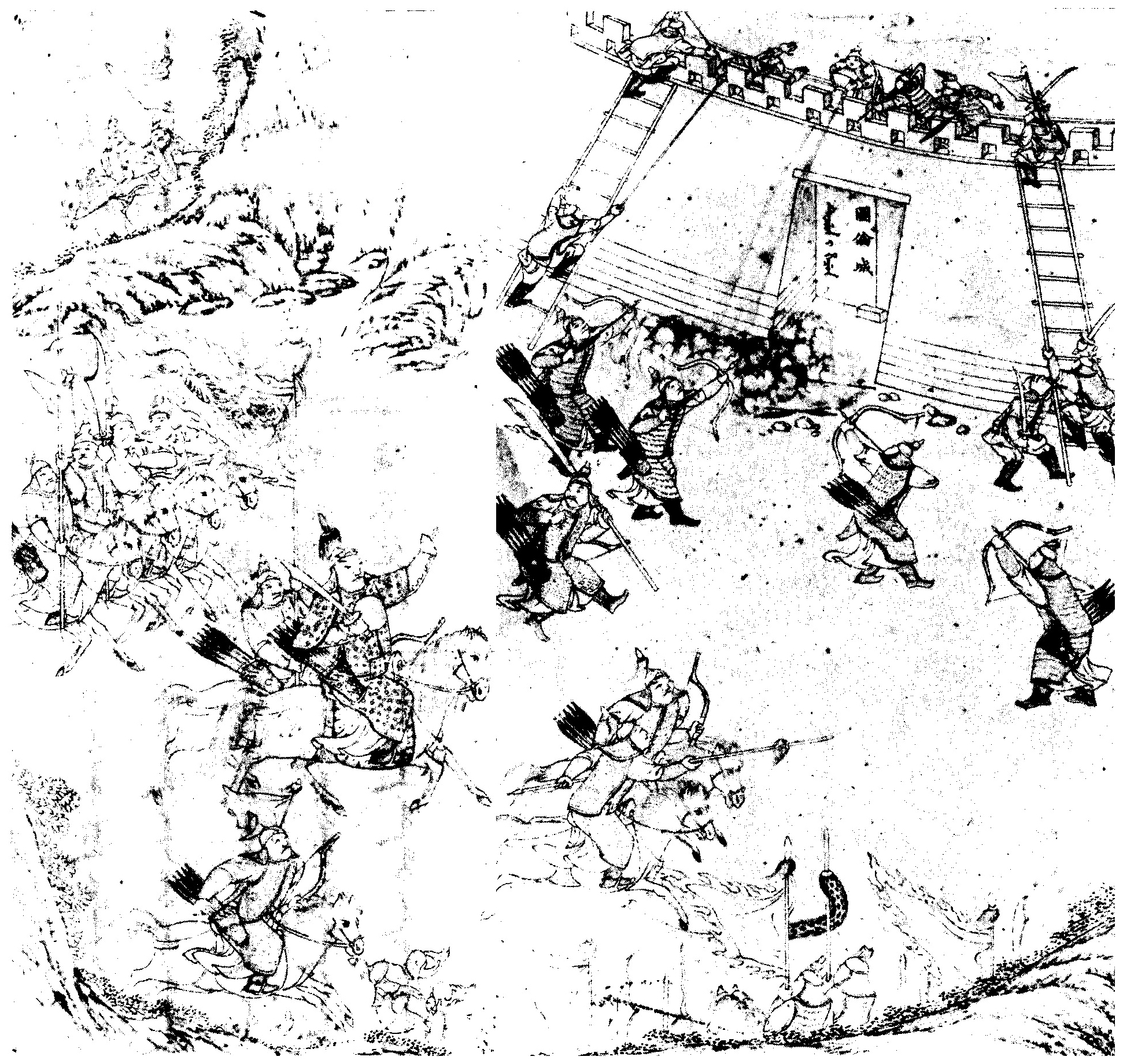
努尔哈赤初举下图伦

努尔哈赤要报祖、父之仇，杀尼堪外兰，需组成一支队伍。他巧妙地把对尼堪外兰不满的人拉到自己一边。如卦喇，曾因尼堪外兰诬陷，受到大明抚顺边关的责治。卦喇之弟苏克素护河部内萨尔浒城主诺密纳、额亦都的姑母之子嘉木湖寨主噶哈善及沾河寨主常书、扬书兄弟俱愤恨尼堪外兰。他们投归努尔哈赤后说：“念吾等先众来归，毋为诸申，望恩养如兄弟。”努尔哈赤同四位寨主对天盟誓，共同反抗尼堪外兰。
万历十一年（1583年）五月，努尔哈赤借报祖、父之仇为名，以塔克世“遗甲十三副”，率兵百人、甲三十副，向尼堪外兰的驻地图伦城（turun hoton，意译为纛城）发动进攻。是役，打败尼堪外兰，攻克图伦城。但是，努尔哈赤原约诺密纳率兵会攻图伦城，而诺密纳背约不赴。先是，努尔哈赤之三伯祖父索长阿子龙敦言于诺密纳之弟鼐喀达，大明帮助尼堪外兰筑城于嘉班，尼堪外兰又得到哈达的帮助，你们为何附和努尔哈赤呢。鼐喀达以此挑唆之言往告其兄诺密纳，所以诺密纳背盟而不以兵来会，尼堪外兰又预知消息，遗弃兵民，携带妻儿离开图伦城，逃至嘉班处。努尔哈赤攻克图伦城后胜利而归，时年二十五岁。这一年，努尔哈赤以带领额亦都、安费扬古等百人的队伍，打败尼堪外兰、夺取图伦城为起点，开始统一苏克素护河部。

### 萨尔浒城之役

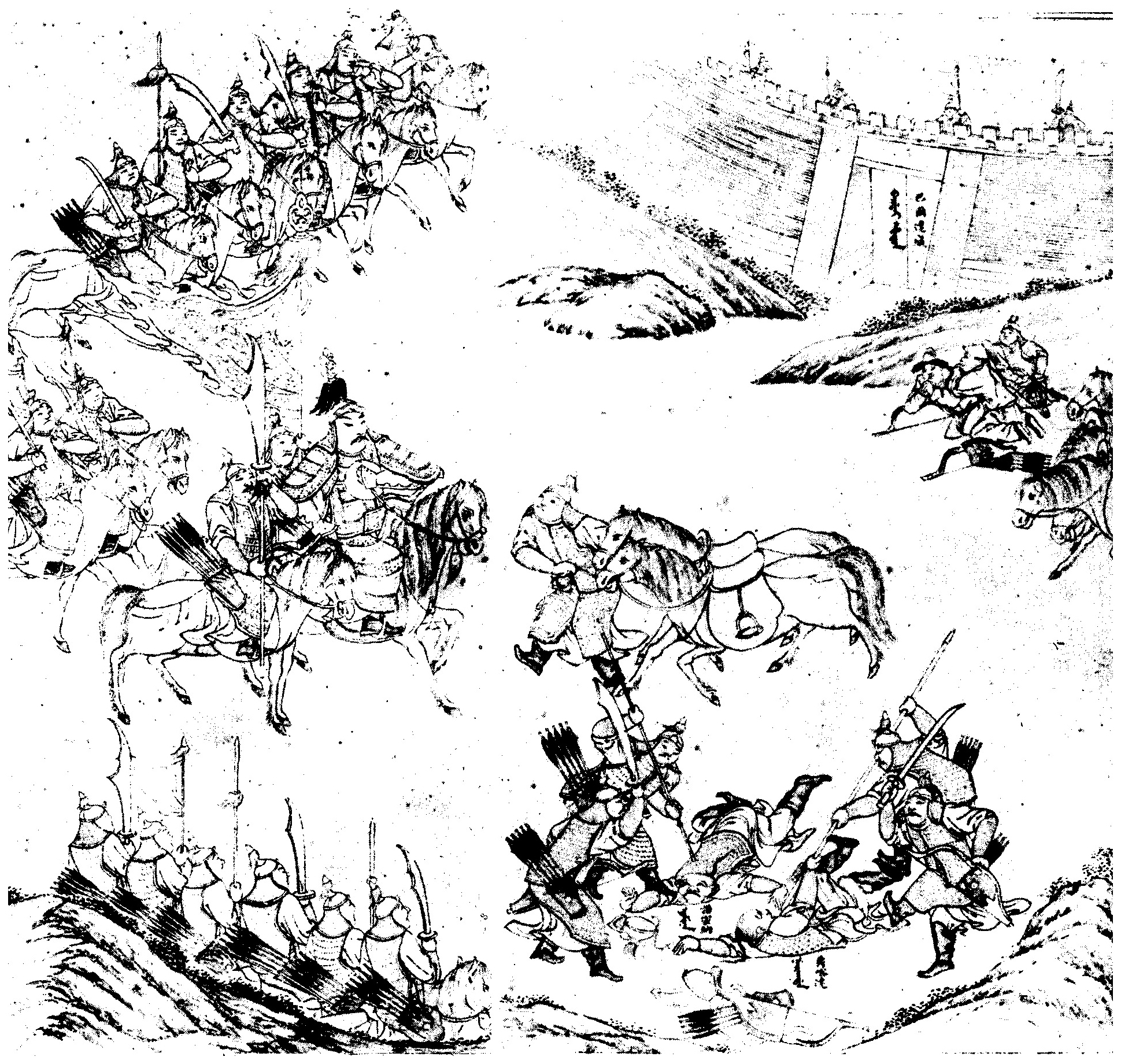
努尔哈赤計殺諾密納、鼐喀達

努尔哈赤家族所在的苏克素护河部，分布于苏子河下游到该河注入浑河处的一带地方。苏克素护河部萨尔浒城主诺密纳，曾同努尔哈赤歃盟，但因见尼堪外兰依恃大明而势力较强，便背弃盟誓，暗中遣人往告尼堪外兰，将努尔哈赤进攻嘉班的师期泄露，尼堪外兰得以弃寨而逃。万历十一年（1583年）八月，时值诺密纳、鼐喀达派人来约，会攻浑河部栋嘉、巴尔达城。努尔哈赤对诺密纳虽怀恨在心，但他不用力攻，而用计取。他暗自定下破诺密纳、取萨尔浒之计。努尔哈赤佯同诺米纳等约盟，合兵攻巴尔达城。临战时，他要诺密纳先攻，诺密纳不从。这时，努尔哈赤便使用预谋之计，轻而易举地除掉了诺密纳。努尔哈赤复对诺密纳曰：“尔等既不攻，我等先攻，尔等之枪刀当与我。”诺密纳中计，将其兵士之枪刀尽付努尔哈赤之兵。努尔哈赤兵士既得枪刀，即尽诛诺密纳、鼐喀达兄弟及兵士，取萨尔浒城而回。努尔哈赤杀了诺密纳、鼐喀达，但对他的部民不加伤害，让他们照旧住在萨尔浒城，并修整城栅。然而，萨尔浒城复叛努尔哈赤。此后，努尔哈赤将同母妹阿吉格嫁给噶哈善。

### 玛尔墩山寨之役

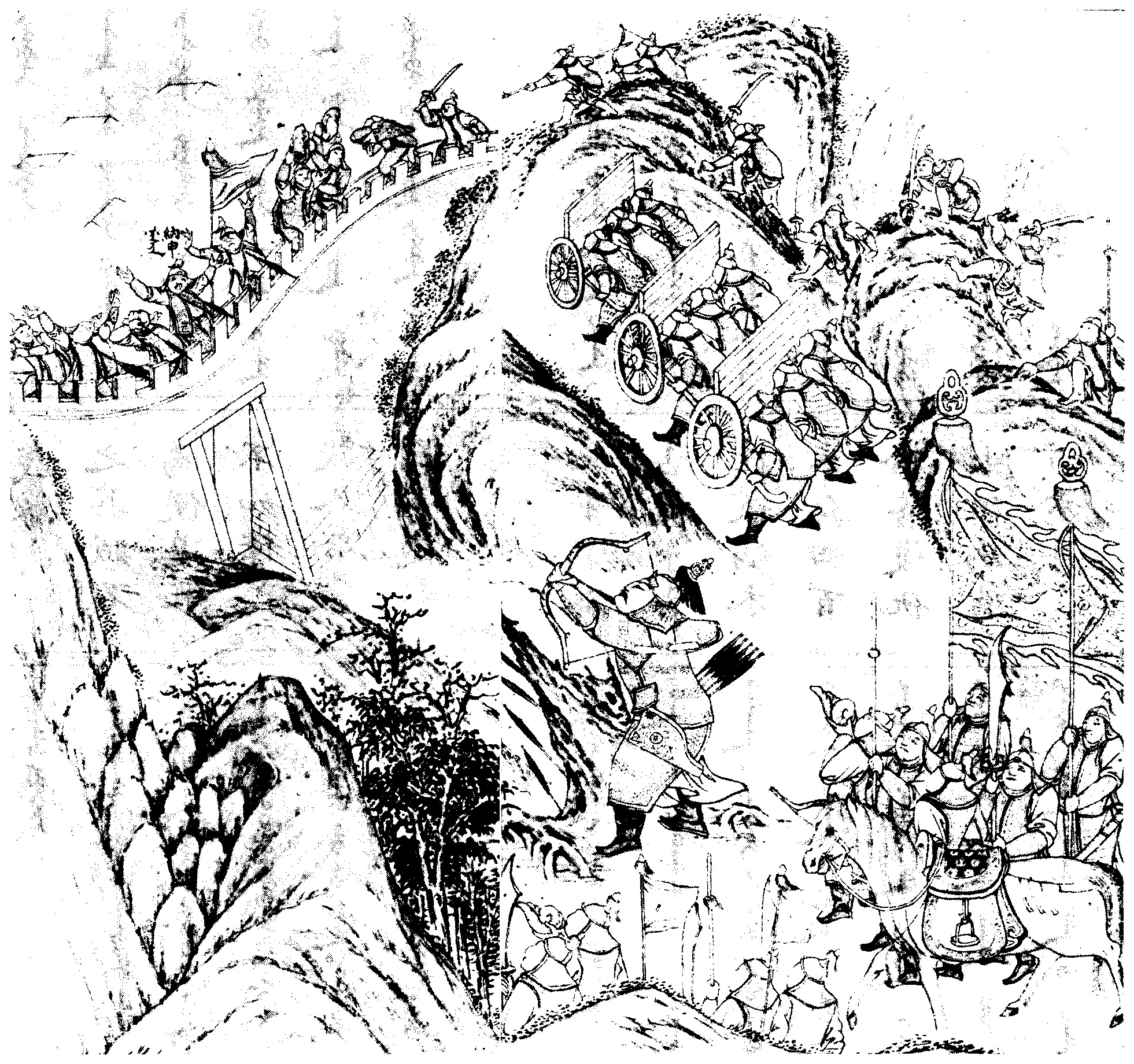
努尔哈赤大戰瑪爾墩

万历十二年（1584年）六月，努尔哈赤又伐纳木占、萨木占、纳申、完济汉，攻马尔墩山寨。先是，龙敦挑唆努尔哈赤继母恳哲之弟萨木占说：“尔妹在吾处，汝可与我同谋。”萨木占听龙敦之言，率族人将努尔哈赤的妹夫噶哈善邀杀于路。努尔哈赤闻讯后，欲聚兵取妹夫遗体，族中兄弟皆为同谋，无人同去。努尔哈赤率从者数人欲往。族叔尼玛兰城主棱敦劝道：“我等族人若不念汝之恶，为何杀汝妹夫？汝勿去，吾恐汝将遇害。”努尔哈赤遂披甲跃马，往城南横岗而去，引弓疾驰，复回寨中，说：“有欲杀吾者今可出矣。”言毕取妹夫遗体，欲杀努尔哈赤之人皆畏惧不敢出，努尔哈赤将噶哈善遗体纳入家中，解其所穿衣服靴帽，将遗体以礼厚葬。努尔哈赤为给噶哈善复仇，率兵四百，往攻马尔墩山寨。因其寨筑于山顶，形势险峻。努尔哈赤以三辆战车并列进，及至窄处，以一车前进，二车随之。将近城下，路又渐窄，努尔哈赤遂以三辆战车前后联络上攻。寨上飞石檑木齐下，前车被毁，前车之兵撤回次车，次车复被摧毁，即撤回第三车，进攻之兵皆蔽于一车，毫无空隙，缩首而逃，不能仰攻。时努尔哈赤距寨一箭之地，隐足立于一大腿状之木桩后，弯弓发矢，射中寨主纳申，穿面贯耳，又射倒四人，于是守兵遂怯。努尔哈赤令其兵退，围寨，使寨内人不得汲水，连续围攻三日，至第四日夜间乘敌疏防，率兵跣足缘崖，崎岖而上，攻取马尔墩山寨。马尔墩寨主纳申、完济汉逃出，去往界藩。

### 安图瓜尔佳寨之役
万历十三年（1585年）九月，努尔哈赤起兵往攻苏克素护河部安图瓜尔佳，克之，杀城主诺谟珲。

## 统一浑河部

### 嘉班之役
万历十一年（1583年）八月，努尔哈赤复领兵往嘉班征伐尼堪外兰，萨尔浒城主诺密纳、鼐喀达又暗中遣人往告尼堪外兰，尼堪外兰弃城而逃，欲入大明抚顺所东南河口台界，努尔哈赤勒兵追赶而去，大明守边兵出，不容留尼堪外兰，正拦责时，努尔哈赤勒兵见之，疑为明军兵助尼堪外兰来战，遂退兵扎营。是夜，有尼堪外兰处败逃人户中一人逃来，告诉努尔哈赤说：“汝等为何不战？大明兵不容尼堪外兰，责拦之。”努尔哈赤遂还师。此后，尼堪外兰的族人以及率先归附的部人见尼堪外兰之前在阵中垂亡之际欲入明边尚且不容，受到责退驱逐，认为大明并不肯帮助尼堪外兰做建州主，纷纷叛离尼堪外兰。尼堪外兰恐惧，携其子及近支兄弟等数人至鄂勒珲，筑城居住。

### 兆嘉城之役

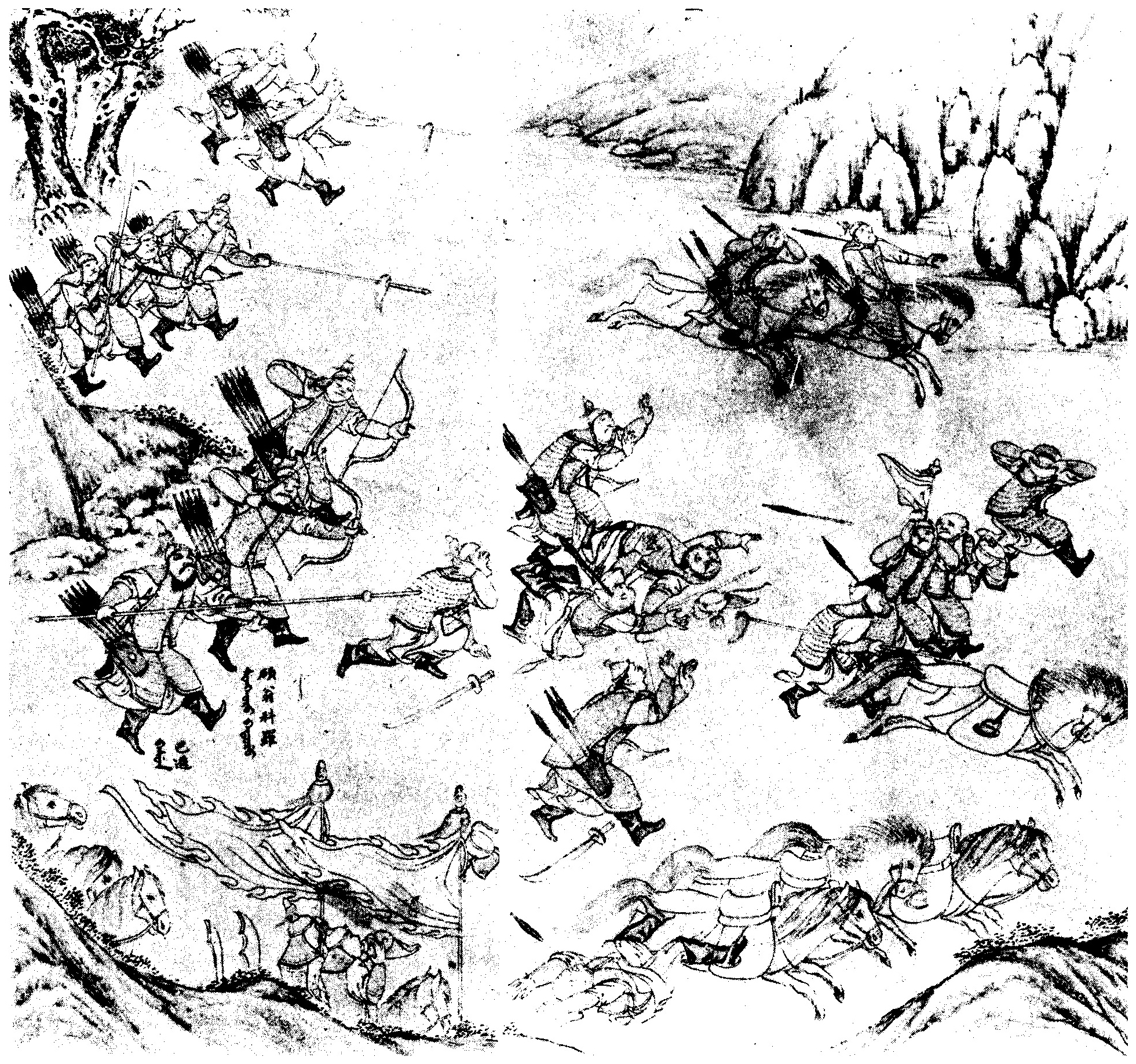
安费扬古、巴遜敗哈達兵

努尔哈赤六叔祖宝实之子康嘉与绰奇塔、觉善二人同谋，请哈达兵，以兆嘉城主理岱引路，袭取努尔哈赤所属瑚济寨而去。努尔哈赤遣大将安费扬古及巴逊二人为首，领十二人，追至敌兵中途止步分俘虏处，突袭之，哈达兵败走。安费扬古及巴逊领十二人杀四十人，将所掠人畜尽数夺回。

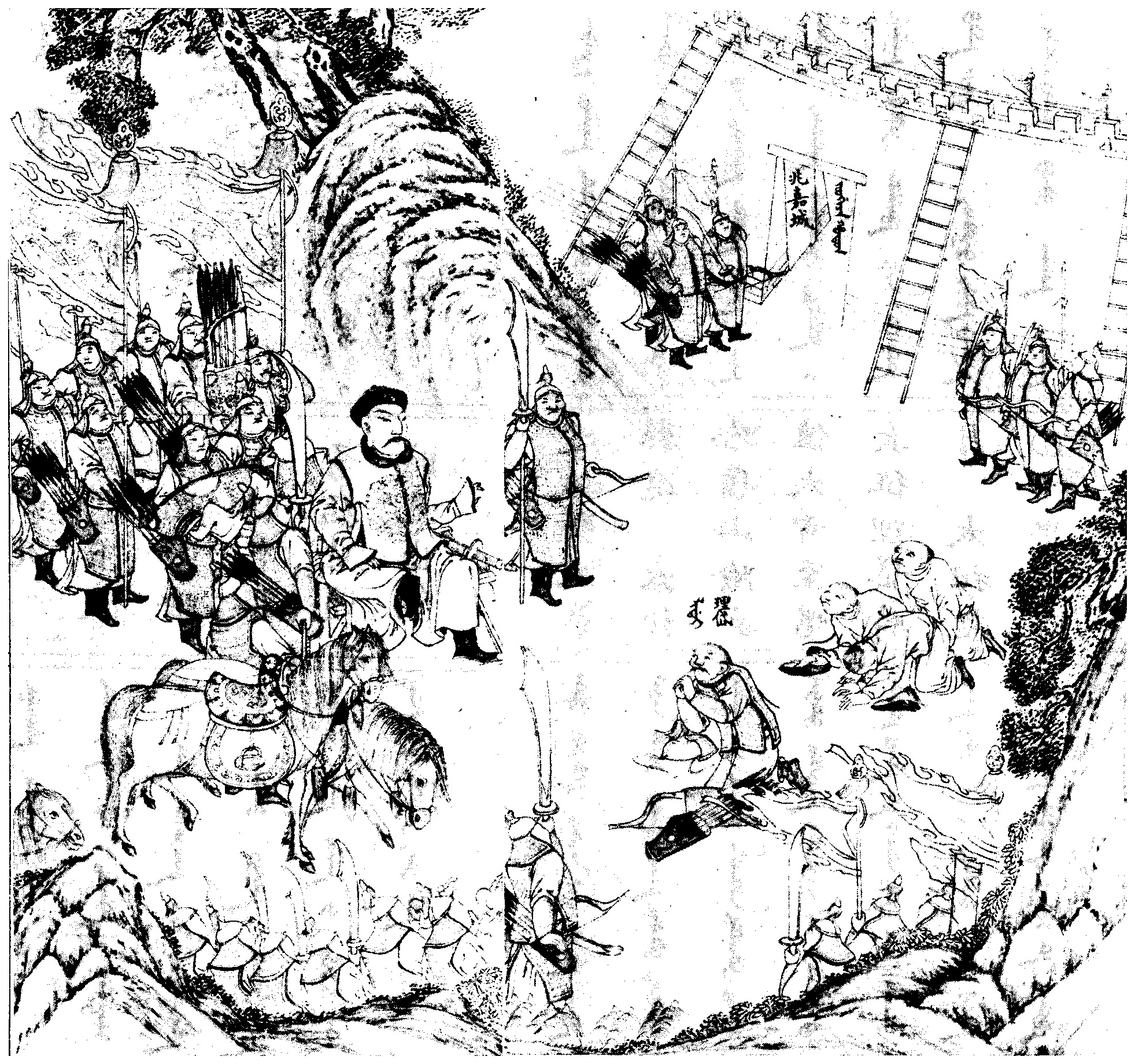
努尔哈赤宥養理岱

万历十二年（1584年）正月，努尔哈赤起兵征讨先前为哈达兵指路的理岱，攻兆佳。其时，天降大雪，噶哈岭险峻不能越，努尔哈赤叔父及诸弟等同劝回兵，努尔哈赤不从，说：“理岱乃吾等同姓兄弟，竟指引哈达兵来杀吾等。”努尔哈赤督众凿山为阶，鱼贯攀登，以绳索拴战马拽过山岭，收兵，至理岱城。但努尔哈赤三伯祖索长阿之子龙敦于起兵之日暗中遣人往告理岱，理岱已预知有备，吹号待战。努尔哈赤兵士中有人畏难，要姑且回兵。努尔哈赤不允，曰：“我知其有预知而来，何为班师？”遂围攻其城，攻克之，获理岱。努尔哈赤赦理岱之罪，不杀而养之，遂回兵。

### 贝欢寨之役
万历十四年（1586年）五月，努尔哈赤起兵攻浑河部贝欢寨，克之。

### 鄂勒珲城之役

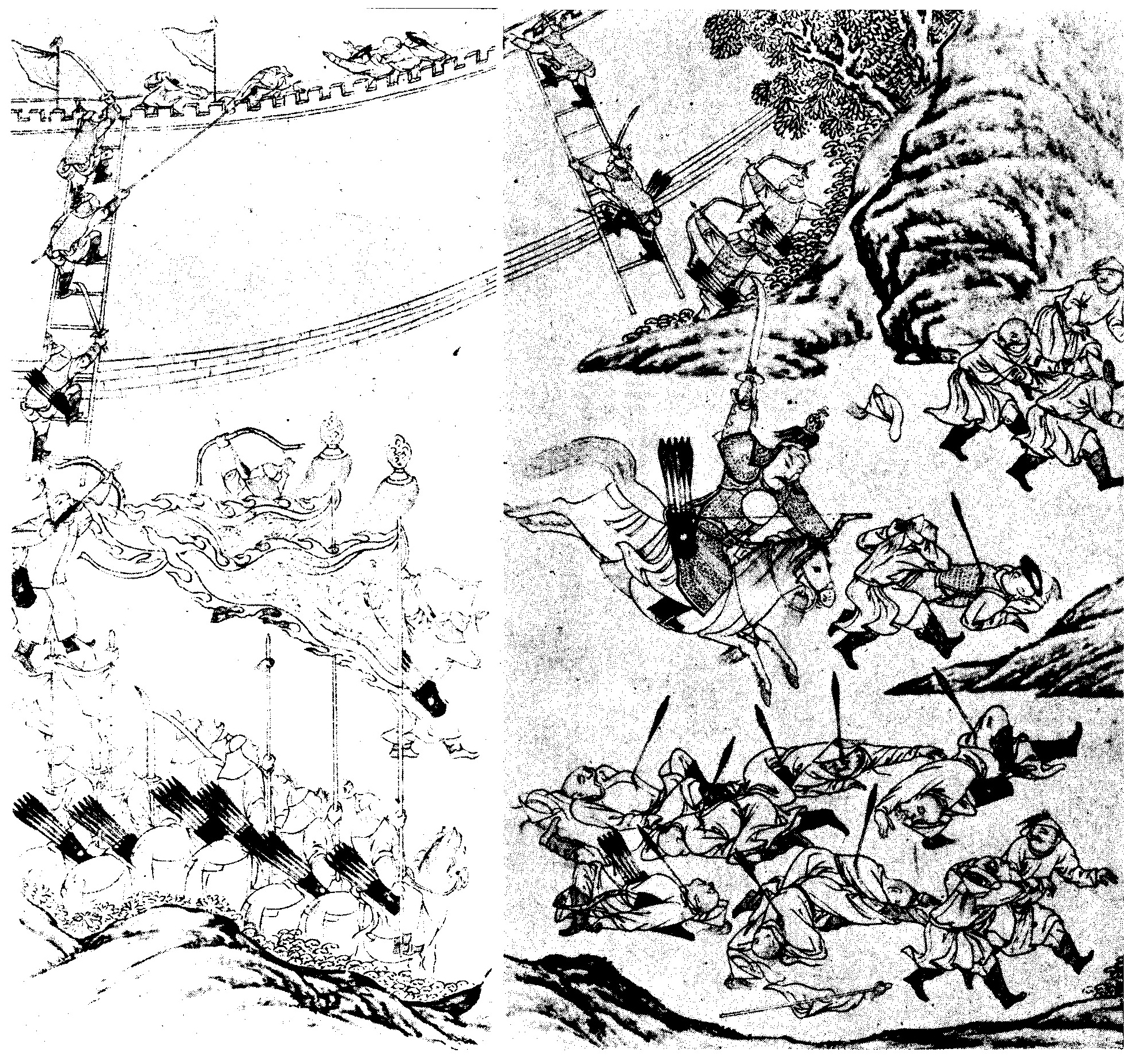
努尔哈赤獨戰四十人

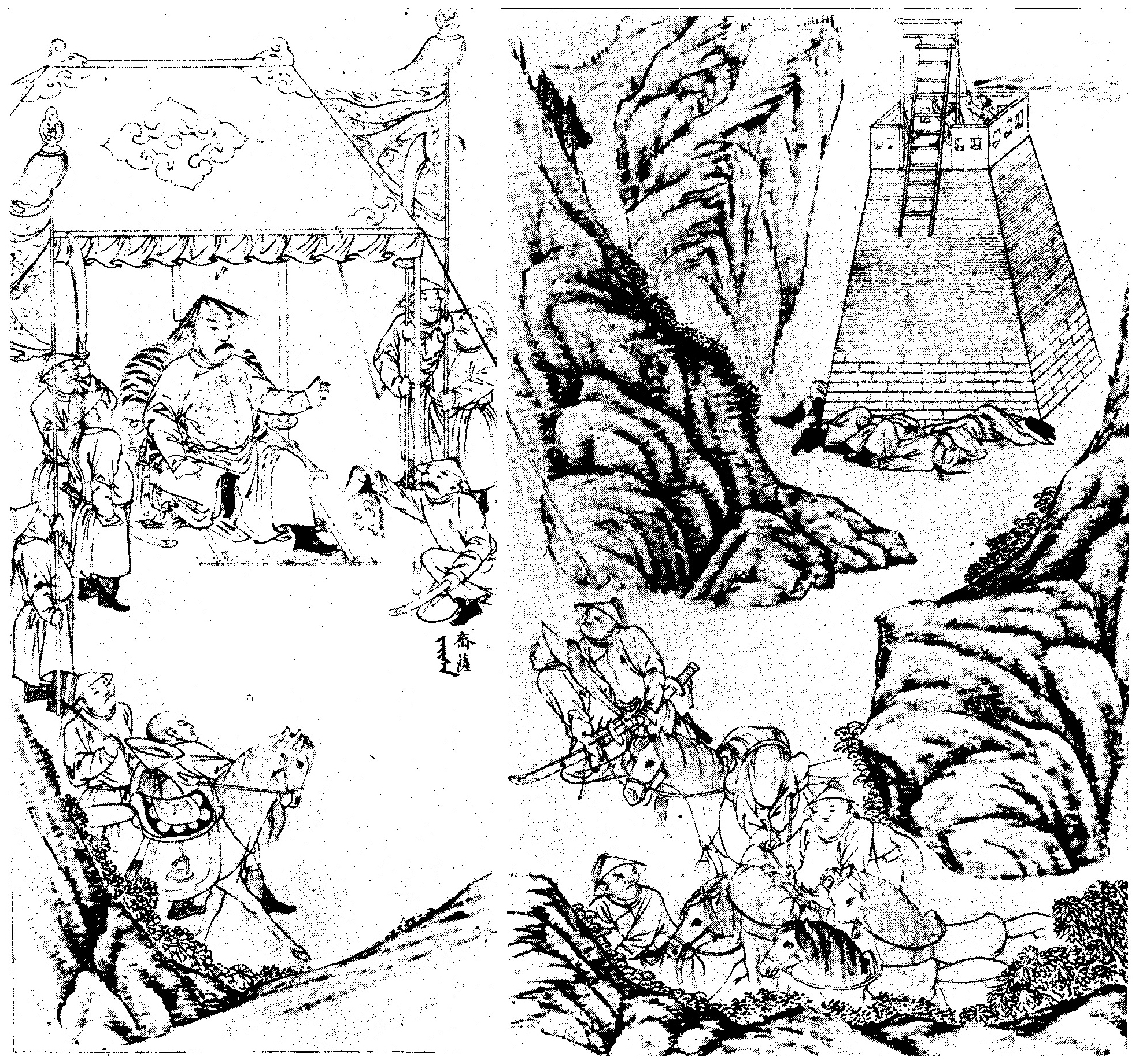
齋薩獻尼堪外蘭首

万历十四年（1586年）七月，努尔哈赤招服托漠河城后，乘势率兵往征仇家尼堪外兰，连夜越过邻近诸敌部而去，攻克尼堪外兰所居鄂勒珲城。鄂勒珲城在浑河北岸，属浑河部，距明边较图伦为近，易受明军庇护。鄂勒珲城近明边墙，西通抚顺。城攻陷后，因尼堪外兰不在城中而没有索获。城外寨中有四十人不及进城，携妻儿逃遁，为首一人头戴毡帽，身穿青绵甲，正行时，努尔哈赤见之，疑为尼堪外兰。努尔哈赤遂单骑直入四十人中，敌中一人所射之箭正中其胸，从肩胛骨下穿出。努尔哈赤共受创三十余处，仍奋死力战，混战中射死八人，砍杀一人。他在余敌溃散后，返回鄂勒珲城。回到鄂勒珲城以后，努尔哈赤杀死城内十九名汉人，对捉住六名中箭伤的汉人，把箭镞重新插入伤口，让他们带箭去向大明边吏传信，索要尼堪外兰：“可将尼堪外兰捉拿送来，不然必征汝大明！”大明辽东边将并不害怕努尔哈赤的威胁，因为他的力量还很弱小；但是，大明认为努尔哈赤势力日渐强大，留着尼堪外兰这个傀儡已成赘疣，就决定抛弃他。于是，大明边吏派人答复道：“岂有将入明边者捉拿送出之理？尔可自来杀之。”努尔哈赤不肯轻易相信大明边吏的许诺。他说：“汝言孰信？必是汝等设计诱我。”明人又言：“汝勿亲往，可少遣兵来，吾等将尼堪外兰交与汝兵。”于是，努尔哈赤派斋萨率四十人去索取尼堪外兰。斋萨到后，尼堪外兰见到斋萨，要登台躲避。明人撤去梯子，斋萨将尼堪外兰斩杀。《清太祖武皇帝实录》记载，大明因先前误杀努尔哈赤的祖父和父亲，自此每年与努尔哈赤银八百两、蟒缎十五匹，以了其事。

### 再征兆嘉城之役

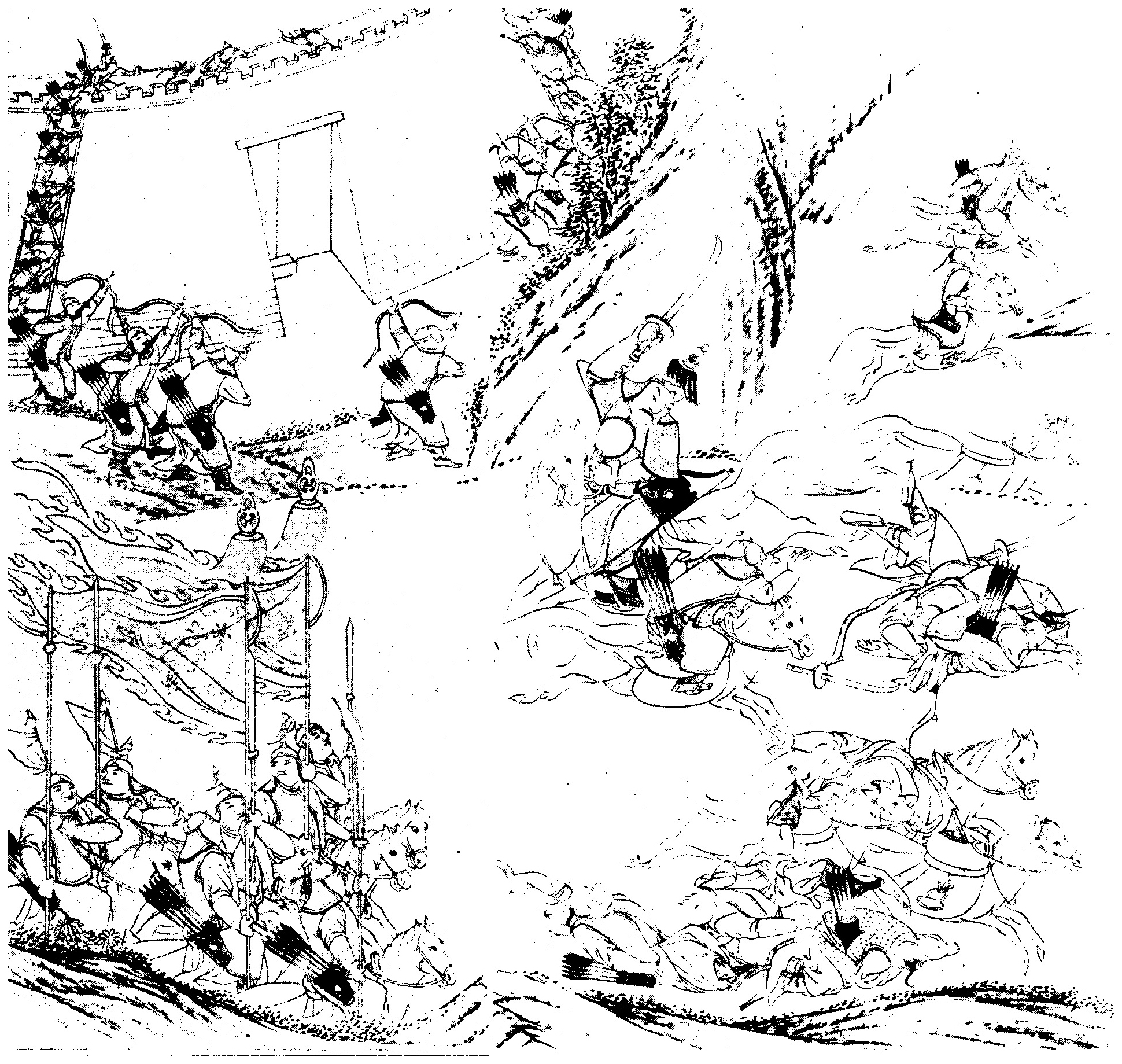
努尔哈赤兆佳城大戰

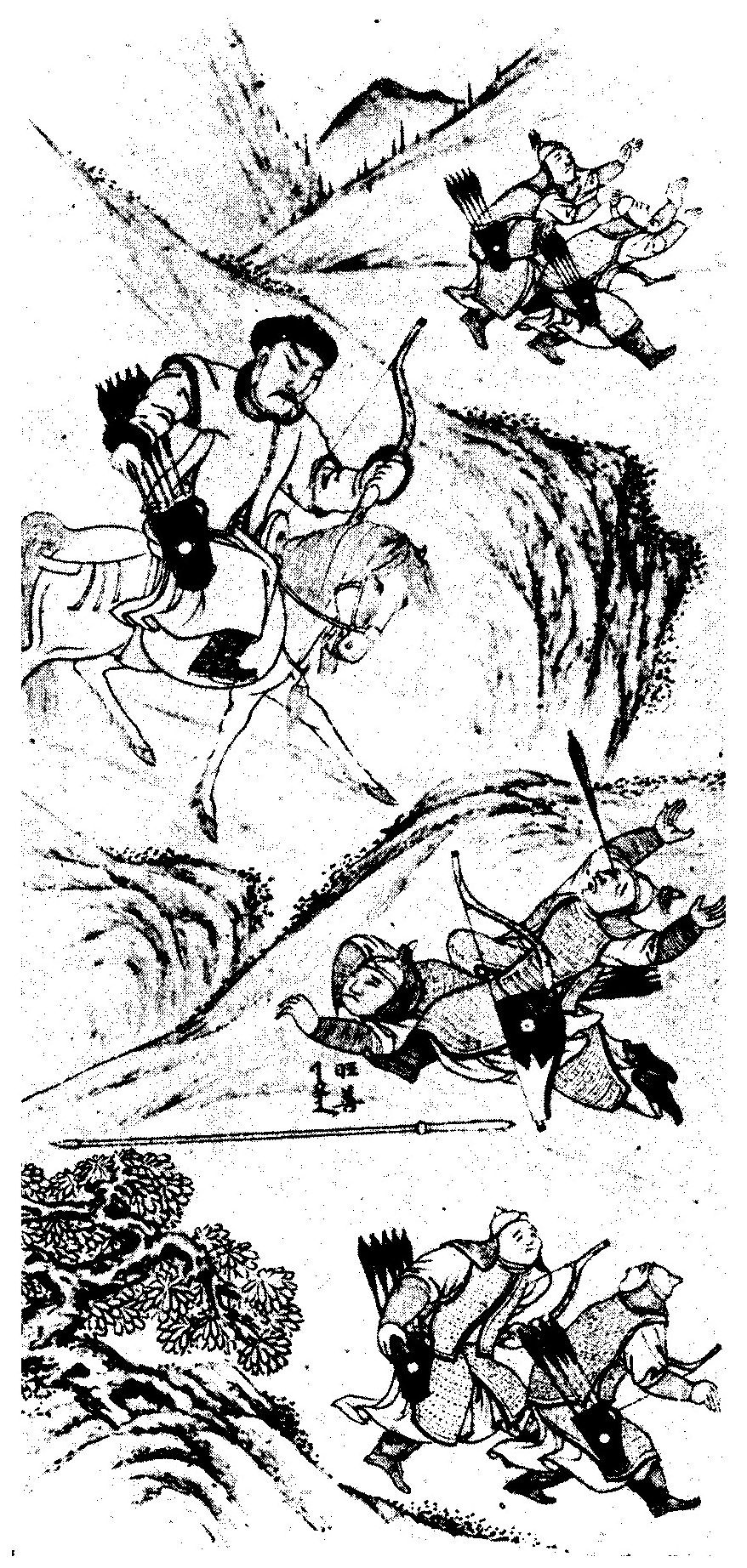
努尔哈赤射敵救旺善

万历十七年（1589年），努尔哈赤起兵往征兆嘉城城主宁古亲章京，伏于城下，时城内有百余人出，努尔哈赤伏兵不砍杀，但射之，城内所出百人直冲努尔哈赤所立之地，欲奔入城，努尔哈赤只身杀入百人中，斩杀九人，敌兵四散，未得入城。围攻城四日，将克之，兵士不顾敌而掠人畜，喧闹争夺，努尔哈赤见之，解所穿盔甲与大臣鼐护，说：“兵士争夺人畜，恐内里残杀，尔往劝止。”言讫遣去。鼐护去后，不劝止争夺人畜者，亦随众争夺人畜。努尔哈赤复解所穿棉甲与巴尔太，说：“恐敌暴动，取回吾之盔甲。”言毕遣去，巴尔太又复争夺人畜。时敌兵十人出，努尔哈赤族弟旺善被敌兵压倒跨骑，将以枪刺之，努尔哈赤一见，身无盔甲、棉甲，轻身入，射中跨骑旺善之人双眼中间，后者应弦而死。努尔哈赤救出旺善，随后克城，杀城主宁古亲章京而回。

## 统一哲陈部

### 界藩寨之役

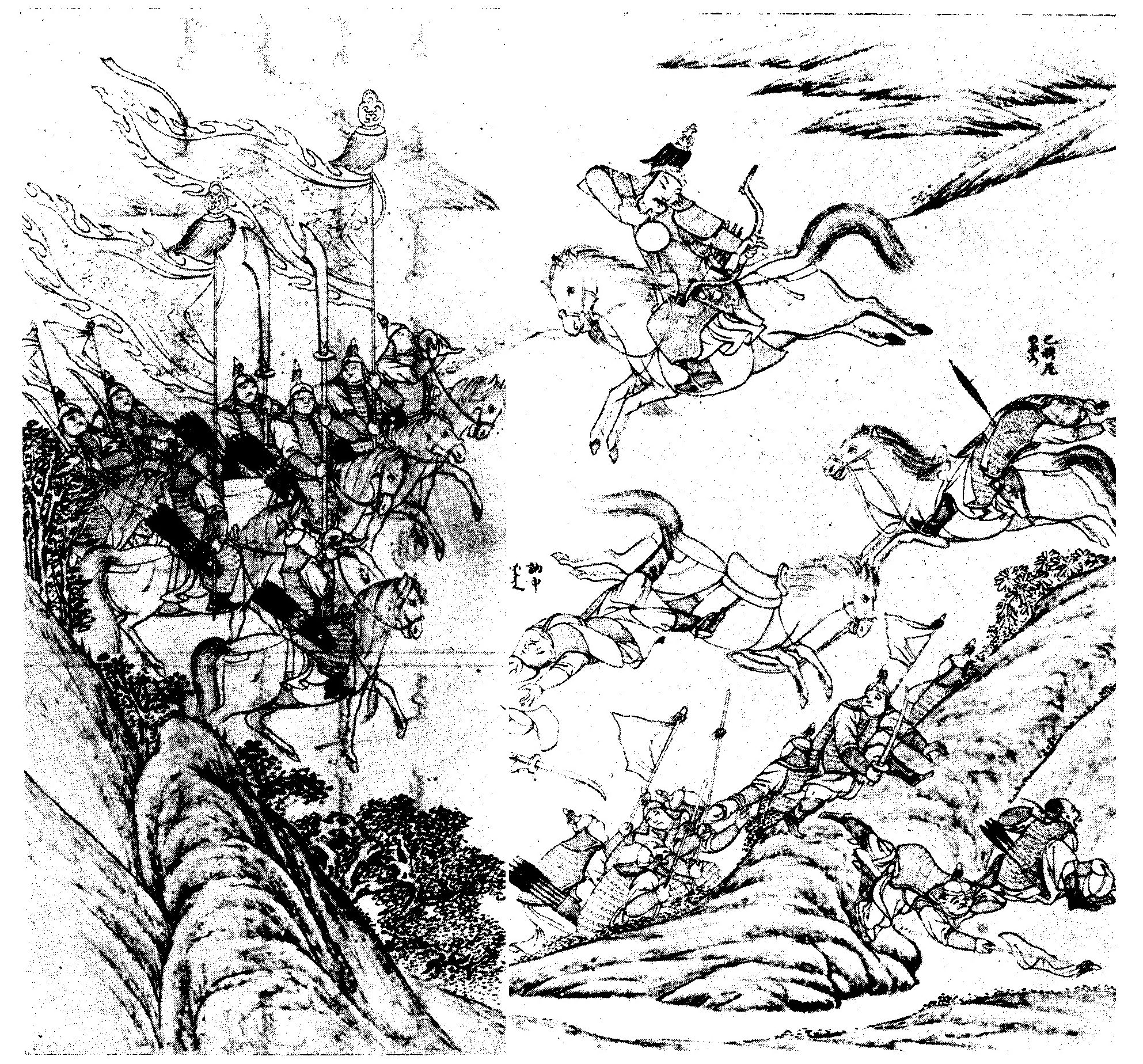
努尔哈赤戰殺訥申、巴穆尼

哲陈部分布于浑河上游流域，是苏克苏护部的左邻。万历十三年（1585年）二月，努尔哈赤率披甲之士二十五人、士卒五十人攻哲陈部界藩寨。因敌人预知有备，毫无所获。当回军至界藩南的太兰岗时，萨尔浒、界藩、栋佳和巴尔达四城城主，合兵四百追袭努尔哈赤。玛尔墩山寨之役的败军之将界藩城主讷申与巴穆尼疾驰逼近，努尔哈赤单骑拨马迎敌。讷申策骑猛扑，砍断努尔哈赤马鞭。努尔哈赤拨转马头，奋力挥刀砍向讷申，将讷申肩斩断，讷申坠马而亡；又转身回射，巴穆尼中箭落马毙命。追兵见二人被杀，即撤退呆立。努尔哈赤见敌众己寡，乘敌惊魂未定，令部下皆下马步行，佯以弓梢推雪作寻箭之状，缓缓引马撤去，越过此岭后以盐水炒面饮马，令其安歇，而他自己却站在讷申、巴穆尼尸体旁。讷申、巴穆尼部众呼叫道：“尔等速去，欲食死人之肉耶！我等欲收尸。”努尔哈赤回答道：“我幸得杀仇人讷申，食此肉亦可！”言毕，他作殿后，缓骑退却。努尔哈赤欲令疲惫之马远行，乃率七人将身体隐蔽，露出盔甲，作有埋伏状。讷申兵士丧其首领，又疑有伏兵，呼道：“吾等已知汝有埋伏。上已被杀，仍欲尽杀吾等耶？”于是努尔哈赤将羸马一个不少，全数带回，班师。

### 浑河之役

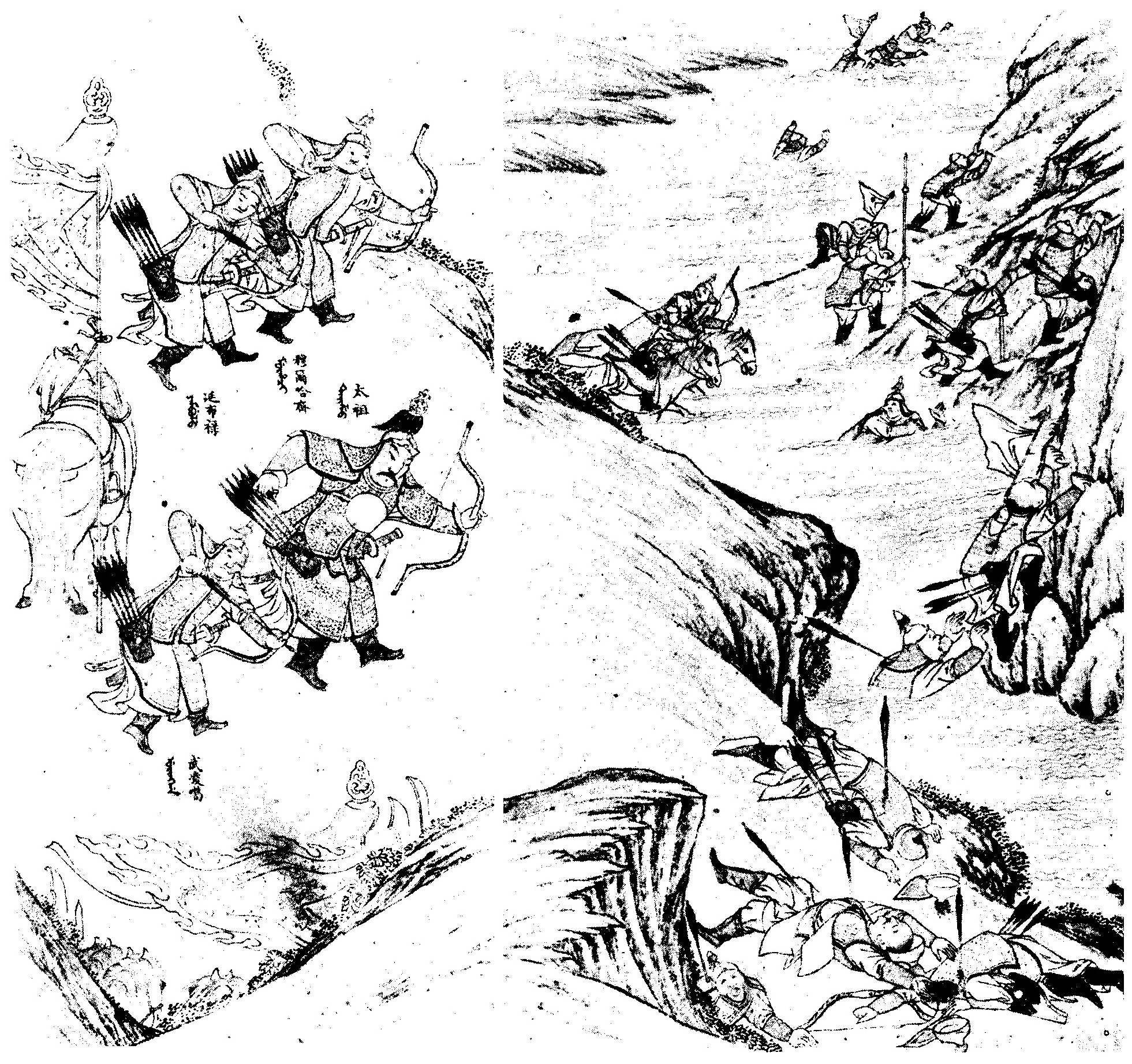
努尔哈赤四騎敗八百兵

万历十三年（1585年）四月，努尔哈赤率马步兵五百人往征哲陈部。因途中洪水泛滥，他令步骑班师，只留绵甲兵五十人、铁甲兵三十人，共八十人继进。到浑河畔时，因嘉哈的苏库赉呼遣人向托漠河、章甲、巴尔达、萨尔浒、界藩五城潜报消息，此五城之兵急集兵八百余人合于一处。努尔哈赤后哨能古德章京见敌兵，追报努尔哈赤，未得见乃过。努尔哈赤以为有后哨，遂不守后，时敌兵忽至。努尔哈赤观之，有八百兵立于界藩之浑河直至南山。敌人的兵力，十倍于己，以逸待劳，其势汹汹，颇为险恶。努尔哈赤的五叔祖宝朗阿之孙扎亲和桑古哩见到敌兵，吓得解下身上盔甲，交给别人。努尔哈赤怒斥二人道：“尔等兄弟在寨内原本强悍，今见众敌竟畏惧而解甲与人？”说罢，他亲自执纛先进，敌人按兵不动，努尔哈赤遂下马，将马驱回。努尔哈赤与其弟穆尔哈齐和包衣延布禄、武凌噶总共只有四人，往前冲击，奋勇弯射，杀二十人，败八百敌兵。其八百兵不能抵挡努尔哈赤等四人之勇，遂败走，涉界藩之浑河水而逃。经过一阵厮杀，努尔哈赤酷热难当，不及解开盔甲之扣即将其扯断。正休憩时，后方兵将方至，说：“今宜入阵砍杀。”努尔哈赤怒而不答。敌兵渡河败逃已至对岸，努尔哈赤稍事休息，戴上头盔复领兵入战，斩杀四十五级。努尔哈赤与其弟穆尔哈齐二人追赶敌人至界藩险峰吉林之顶，登崖遥望敌兵十五人一股奔吉林峰而来。努尔哈赤取下盔缨，隐身待敌，等敌人逼近时，他先倾力射出一箭，敌中为首一人中箭，穿脊而死。穆尔哈齐继发一箭，又射死一人。余敌崩乱，逃至山崖，坠崖而死。于是收兵，努尔哈赤总结浑河之役说：“今以四人败敌八百，乃天助也！”遂全胜回师。

### 托漠河城之役
万历十四年（1586年）年七月，努尔哈赤起兵围攻哲陈部托漠河城，时天雷震死努尔哈赤兵中二人，遂罢征而回。后努尔哈赤又起兵招服托漠河城。

### 山城之役
万历十五年（1587年）六月，努尔哈赤率兵往征哲陈部阿尔泰，克其山城，杀城主阿尔泰。

### 巴尔达城之役

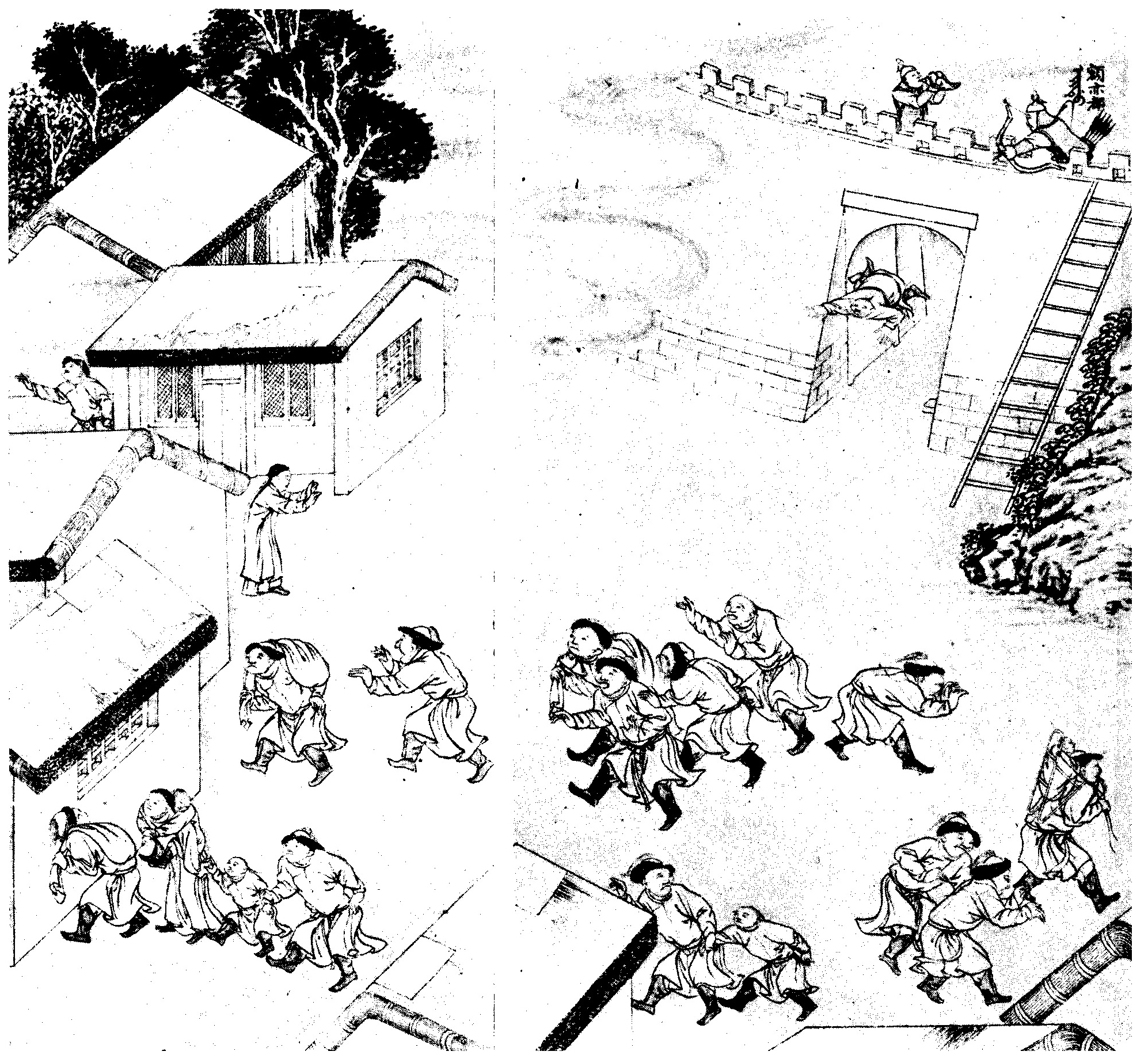
額亦都克巴爾達

万历十五年（1587年）八月，努尔哈赤派额亦都率兵往攻哲陈部巴尔达城。额亦都承努尔哈赤之命起兵，至浑河，时河水泛涨不能渡，额亦都遂以绳索拴连军士脖项拉扯渡河。额亦都领精壮者数人夜入，放梯登巴尔达城。城内人立即迎战，额亦都骑墙鏖战，身被敌乱箭射中，贯于城上，不能下，挥刀断之。额亦都中伤约五十处，且红肿伤处甚多，犹不退，只管死攻，城内人皆溃散败走，遂乘势取城而回。额亦都师还，努尔哈赤亲自来迎，杀二牛赐宴，又以巴尔达城备鞍辔之栗色名马，赐与额亦都。努尔哈赤将该城所获敕书、户口、诸申尽赐与额亦都，其离城逃往哈达复来归附于努尔哈赤之户口乃以额亦都户口缺尽赐与他，并赐号额亦都为“巴图鲁”。

### 洞城之役

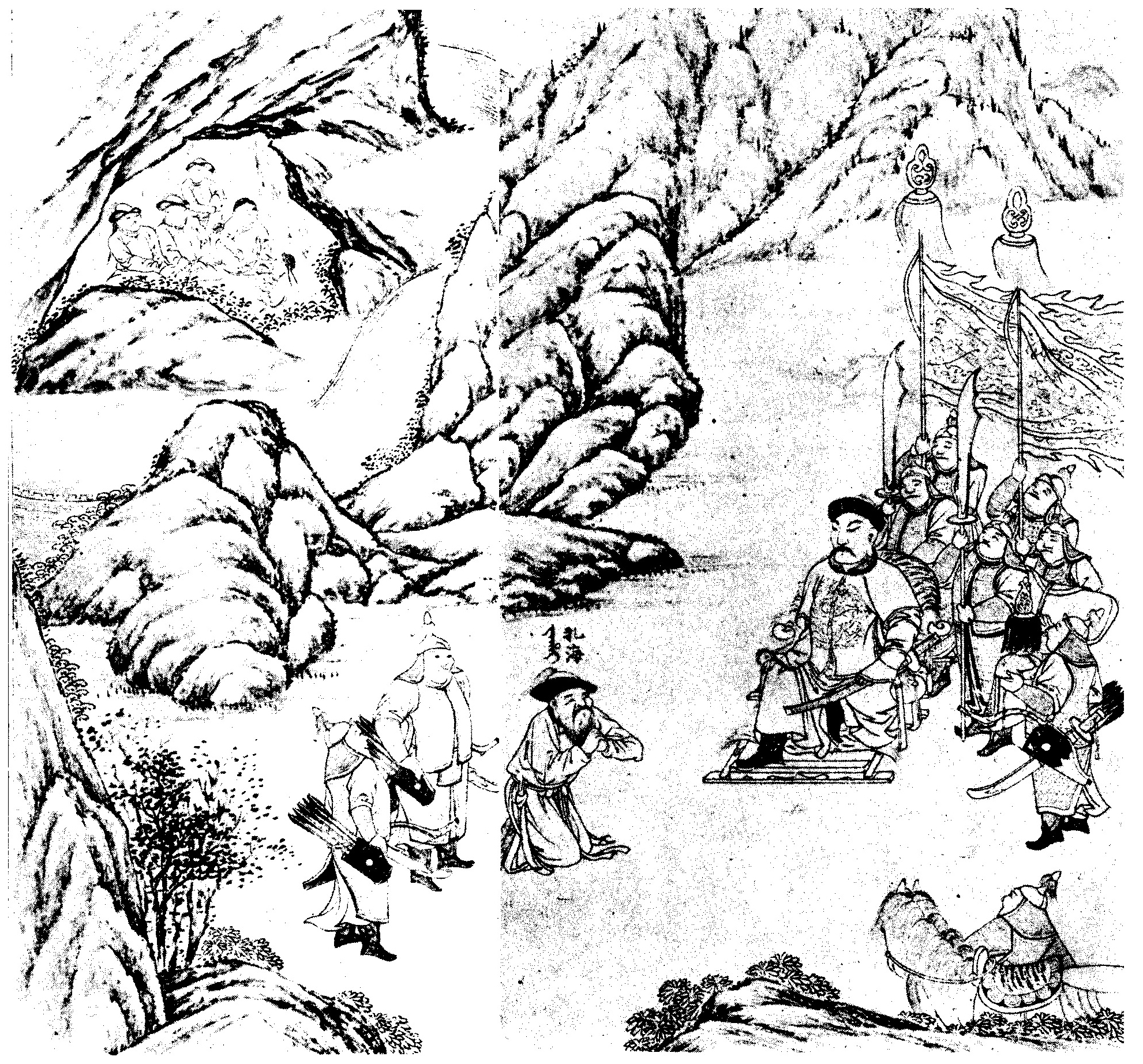
努尔哈赤招撫扎海

万历十五年（1587年）八月，努尔哈赤往征洞城并将其攻克，招降其城主扎海。

## 统一栋鄂（董鄂）部

### 齐吉达城之役
栋鄂部（又譯「董鄂部」）位置在栋鄂河流域，与苏克素护河部为邻。此前，努尔哈赤六叔祖宝实之子阿哈纳斡济格欲聘居于萨克达处之部长巴斯翰巴图鲁的妹妹，巴斯翰巴图鲁说：“尔虽果为六王之子，家贫，吾妹不妻汝。”阿哈纳说：“吾绝不放弃。”言毕，乃割发留下而去。后来巴斯翰巴图鲁以其妹嫁给栋鄂部部长克彻巴彦之子额尔机瓦尔喀为妻。额尔机瓦尔喀自萨克达归家途中，托漠河地方额图阿噜所属九贼于阿布达哩将其截杀。拦截之九贼中有一人亦名阿哈纳，有人听闻贼党伙呼阿哈纳之名，纷纷议论，克彻巴彦闻之，说：“阿哈纳斡济格欲聘之女为吾儿所娶，此人定因仇而杀之耳。”其言为哈达部万汗王台闻之，遣使往栋鄂部克彻巴彦处说：“汝子非宁古塔人所杀，乃额图阿噜九贼所杀，吾擒此九贼与尔，尔当降服于我。”克彻巴彦说：“吾儿被杀，奈何又令吾臣服于汝？宁古塔人距汝等所言额图阿噜地方甚远，此为故意搪塞之语耳。吾等地处同邻，宁古塔人若果正直，何不馈哈达人财物金银以擒额图阿噜九贼带与我质问？若九贼云非宁古塔人所杀，汝等馈哈达人之财物金银吾当倍偿也。”其言为努尔哈赤三伯祖索长阿包衣额尔克沁听闻，遂往告其主。索长阿暗中往栋鄂部克彻巴彦处说：“汝子为我部下额尔绷格、额克青络所杀，若与我钱财，我党杀此部下。”克彻巴彦说：“哈达国万汗言乃额图阿噜九贼所杀，索长阿又云乃尔部下额尔绷格、额克青络所杀，盖皆汝等宁古塔人诓我。”遂成仇。克彻巴彦攻克六王所属东南二路，六王不敌，相商说：“我等乃同祖所生之王，分居十二寨，甚是涣散，不如聚居一寨。”努尔哈赤三伯祖索长阿之子武泰毁此议，说：“聚居一寨如何住得？牲畜难以生息，且止聚于一寨之议，吾向岳父哈达万汗借兵。”遂借王台兵，攻袭栋鄂部二次，取数寨。未借兵之先，六王与哈达万汗王台互相嫁娶，彼此结亲，自借哈达兵后，六王部落渐衰。
万历十二年（1584年）六月，栋鄂部诸部长会商说：“昔六王族众多借哈达万汗兵征伐我等，夺数寨，今彼与哈达国已成仇，宜趁此机会征伐之。”遂以蟒血淬箭。其后，栋鄂部自相扰乱。努尔哈赤得知栋鄂部内乱的消息后，要乘时往攻。诸将谏阻说：“兵不可轻去他部，侥幸得胜则好，倘有失误，又当如何？”努尔哈赤力排众议，说：“我等若不趁此内乱，之机先发制人，倘若彼等相谋和好矣，必复来征我等！”他说服诸将后，于九月率兵五百人，往征栋鄂部长阿海巴颜。阿海巴颜聚兵四百，闭其所居之城城门以待。努尔哈赤统兵围攻阿海巴颜驻地齐吉答城，并纵火焚毁城上悬楼和城外庐舍。城将陷，天降大雪，遂罢兵还师。努尔哈赤令众兵先行，自己亲率十二人埋伏于火烟之中。城中人以为来兵已撤，乃撤兵出，努尔哈赤忽从埋伏之地出，大败出城之兵，杀四人，获二甲，遂班师。

### 翁鄂洛城之役

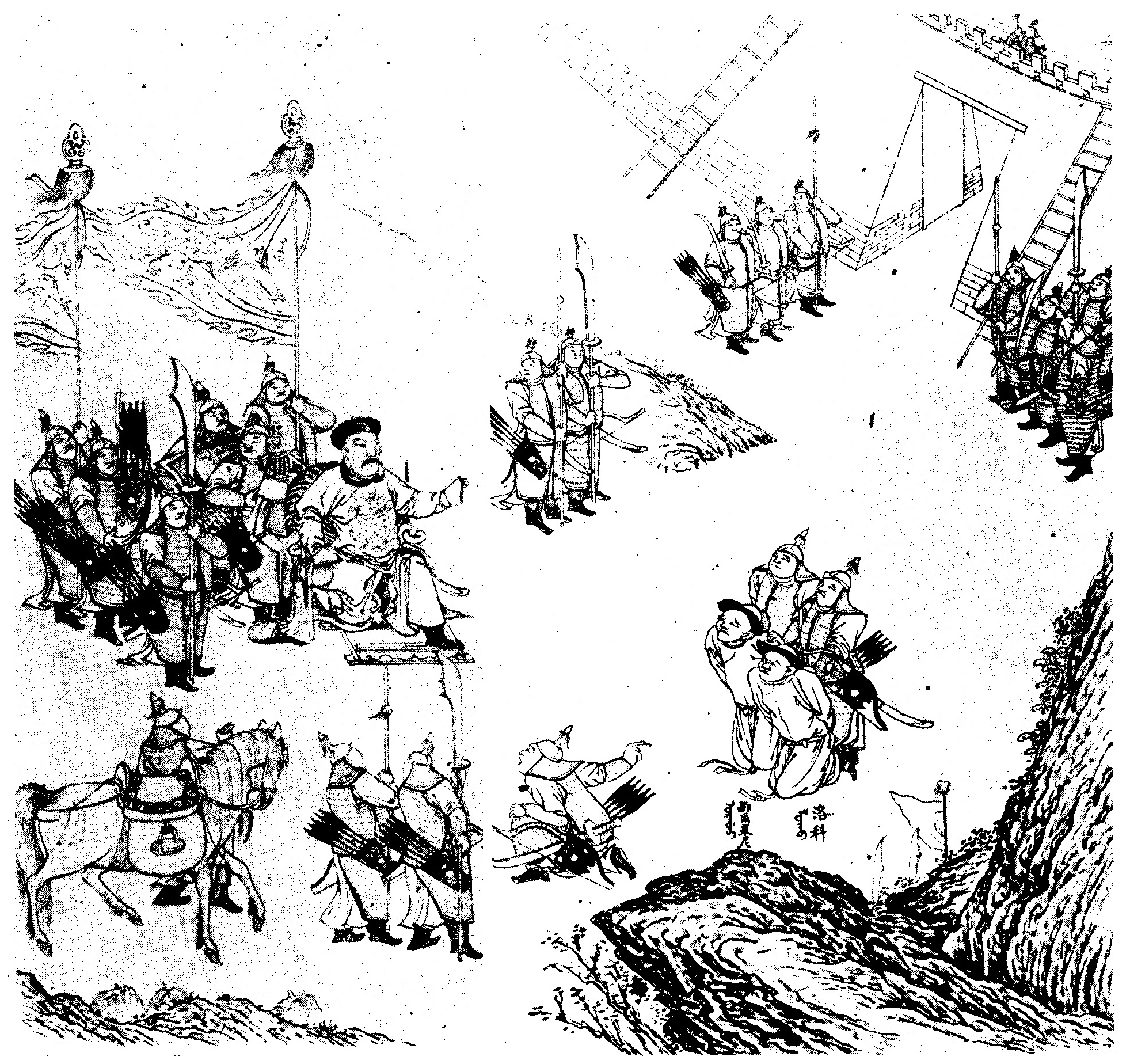
努尔哈赤宥鄂爾果尼、洛科

在从齐吉达城还师途中，完颜部大臣逊扎秦光衮会努尔哈赤，恳求说：“吾曾为翁鄂洛处人所擒，诸贝勒出兵助我灭仇人翁鄂洛人。”努尔哈赤默思：“吾既来，当破此地。”遂出兵助逊扎秦光衮，连夜前去。逊扎秦光衮兄长之子岱度墨尔根暗中遣人往告翁鄂洛人，翁科洛人得知消息，敛兵城里，紧闭城门。努尔哈赤兵临城下后，放火焚烧城上悬楼和环城房屋，他登房跨脊，往城里弯射。城中有一人叫鄂尔果尼，引弓发矢，射中努尔哈赤首，穿胄伤肉，深有指许。努尔哈赤拔下箭镞，即用所拔之箭，反射城下，一人双腿齐中箭而倒。努尔哈赤血流至脚，仍弯射不止。城中另一人名洛科，乘浓烟潜近，暗发一箭，正中努尔哈赤颈部，箭镞穿透锁子甲围领，镞卷如双钩，伤创寸余。努尔哈赤拔下矢镞，带出两块血肉。别人见努尔哈赤负重伤，要登房把他搀扶下来。努尔哈赤说：“尔等勿来，恐敌知晓，待我从容自下。”他一手捂住伤口，一手拄弓下房。努尔哈赤从容下来后，因箭镞创伤颈静脉，血流不止，几次昏迷，只得弃城而回。努尔哈赤伤创愈合后，又率兵攻打翁鄂洛城。城陷后，俘获鄂尔果尼和洛科。众将把鄂尔果尼和洛科绑缚，想要杀掉二人。但是努尔哈赤却宽宥二人，说：“二人因阵中作战欲胜敌，为其主而射我；今若为我用，岂不为我而射他人耶！此等人才，阵中死于刀枪弓箭之锋犹将惜之，何忍因射我而杀之！”努尔哈赤没有杀掉鄂尔果尼和洛科，并分别授他们为牛录额真，加以厚养。

### 栋鄂部归附

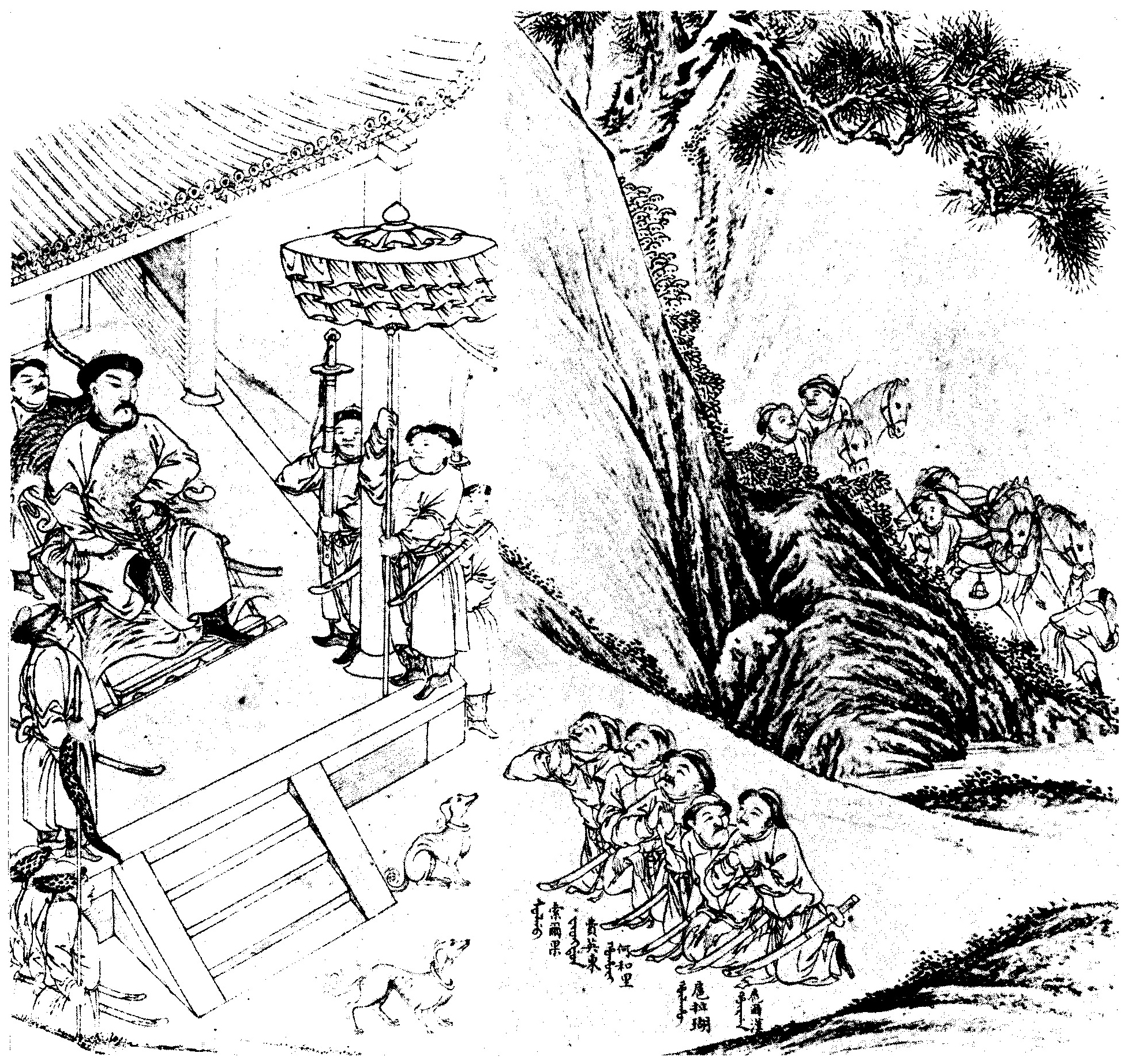
三部長率眾歸降

万历十六年（1588年），克彻巴彦之孙栋鄂部长何和里率所属诸申、百姓来归，努尔哈赤以长女嫩哲格格许配给何和里为妻，何和里成为努尔哈赤的女婿。努尔哈赤又授何和里为一等大臣。

### 雅尔古寨归附
万历十六年（1588年），雅尔古寨主扈拉瑚杀其兄弟族众，率诸申、百姓来归，努尔哈赤将扈拉瑚之子扈尔汉赐姓觉罗，收为养子，授为一等大臣。

## 苏完部归附
万历十六年（1588年），苏完部长索尔果率其所属诸申、百姓来归，努尔哈赤以其子费英东为一等大臣。

## 消灭完颜部
万历十六年（1588年），努尔哈赤率兵征讨完颜城，过栋兴阿地方，时天色已晚，天坠一星大如斗，光芒明亮，兵马俱惊。其后，大军前进，攻克完颜城，杀城主岱度墨尔根。

## 消灭鸭绿江部
万历十九年（1589年），努尔哈赤遣兵攻长白山鸭绿江部，尽克之。

## 招服珠舍哩路
努尔哈赤消灭鸭绿江部后，长白山珠舍哩、讷殷二路人会和，引叶赫兵，将努尔哈赤东界叶臣所居洞寨袭取而去。时努尔哈赤坐于楼上，诸将闻听此事，入而告之，努尔哈赤说：“任彼等取之，水能透山耶？火能渡河耶？我等同国之人岂能依附异国叶赫而征伐我等，盖水必下流，珠舍哩、讷殷二路人终将为我等所有矣。”
因珠舍哩路主裕楞额章京曾在古勒山之战中与其他八部共攻努尔哈赤，故努尔哈赤于万历二十一年（1591年）十月内遣兵招服之。

## 消灭讷殷路

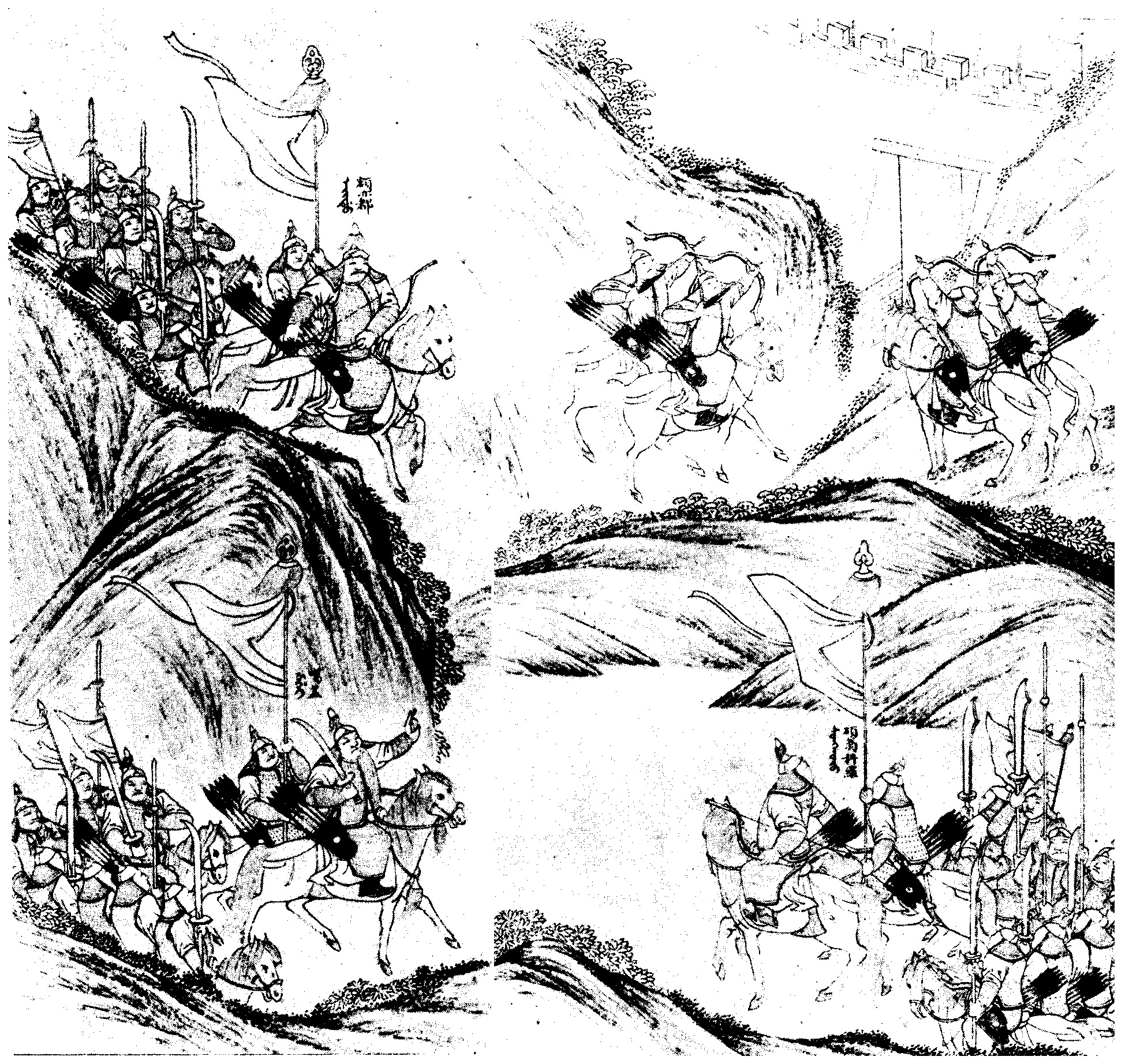
三將圍攻佛多和山城

时讷殷路搜稳、塞克什二人聚七寨之人居佛多和山寨。闰十一月，努尔哈赤命额亦都、噶盖、安费扬古三大臣领兵一千，围攻讷殷之佛多和山寨，每日进攻，三月拿下，杀搜稳、塞克什，班师。